# Gioia Barbieri
Gioia Barbieri (ur. 9 lipca 1991 w Forlimpopoli) – włoska tenisistka.

## Kariera tenisowa
Pierwsze zawodowe mecze rozegrała w 2005 roku, biorąc udział w kwalifikacjach do turniejów rangi ITF. Pierwszy sukces odnotowała jednak dopiero w październiku 2009 roku, wygrywając turniej w grze podwójnej w Foggia. W 2010 roku w Imoli wygrała swój pierwszy turniej singlowy, pokonując w finale rodaczkę, Verdianę Verardi. W sumie wygrała siedem turniejów singlowych i piętnaście deblowych rangi ITF.
W maju 2011 roku otrzymała dziką kartę do udziału w kwalifikacjach turnieju cyklu WTA Tour w Rzymie, ale odpadła w pierwszej rundzie. W turnieju głównym zagrała po raz pierwszy w 2014 roku w Stuttgarcie. Wygrała tam kwalifikacje, po czym w pierwszej rundzie turnieju głównego przegrała ze Swietłaną Kuzniecową.
Pierwszy finał w zawodach deblowych rangi WTA Tour osiągnęła w 2015 roku w Katowicach, gdzie razem z Karin Knapp przegrały z Ysaline Bonaventure i Demi Schuurs wynikiem 5:7, 6:4, 6–10.

## Finały turniejów WTA
| Legenda                     | Legenda |
| --------------------------- | ------- |
| Wielki Szlem                |         |
| Igrzyska olimpijskie        |         |
| WTA Tour Championships      |         |
| 2009 – 2020                 |         |
| WTA Premier Mandatory       |         |
| WTA Premier 5               |         |
| WTA Premier                 |         |
| WTA International Series    |         |
| WTA 125K series (2012–2020) |         |

### Gra podwójna
| Końcowy wynik | Nr | Data             | Turniej  | Nawierzchnia  | Partnerka   | Przeciwniczki                    | Wynik finału   |
| ------------- | -- | ---------------- | -------- | ------------- | ----------- | -------------------------------- | -------------- |
| Finalistka    | 1. | 12 kwietnia 2015 | Katowice | Twarda (hala) | Karin Knapp | Ysaline Bonaventure Demi Schuurs | 5:7, 6:4, 6–10 |

## Wygrane turnieje rangi ITF
| turnieje z pulą nagród 100 000 $ |
| turnieje z pulą nagród 75 000 $  |
| turnieje z pulą nagród 50 000 $  |
| turnieje z pulą nagród 25 000 $  |
| turnieje z pulą nagród 15 000 $  |
| turnieje z pulą nagród 10 000 $  |

### Gra pojedyncza
|    | Data       | Turniej    | ($)    | Naw.     | Finalistka       | Wynik               |
| 1. | 16/07/2010 | Imola      | 10 000 | dywanowa | Verdiana Verardi | 6:1, 6:1            |
| 2. | 20/02/2011 | Leimen     | 10 000 | twarda   | Korina Perkovic  | 6:4, 6:2            |
| 3. | 28/07/2012 | Viserba    | 10 000 | ziemna   | Yuliana Lizarazo | 6:4, 6:4            |
| 4. | 25/08/2013 | Portschach | 10 000 | ziemna   | Nastja Kolar     | 6:2, 6:3            |
| 5. | 01/09/2013 | Bagnatica  | 10 000 | ziemna   | Anne Schäfer     | 6:3, 3:6, 6:1       |
| 6. | 25/10/2013 | Lagos      | 25 000 | twarda   | Nina Bratczikowa | 3:6, 6:3, 3:0 krecz |
| 7. | 01/06/2014 | Grado      | 25 000 | ziemna   | Kateryna Kozłowa | 6:4, 4:6, 6:4       |
| 8. | 28/03/2015 | Solarino   | 10 000 | twarda   | Federica Bilardo | 7:6(5), 6:0         |